# Publik

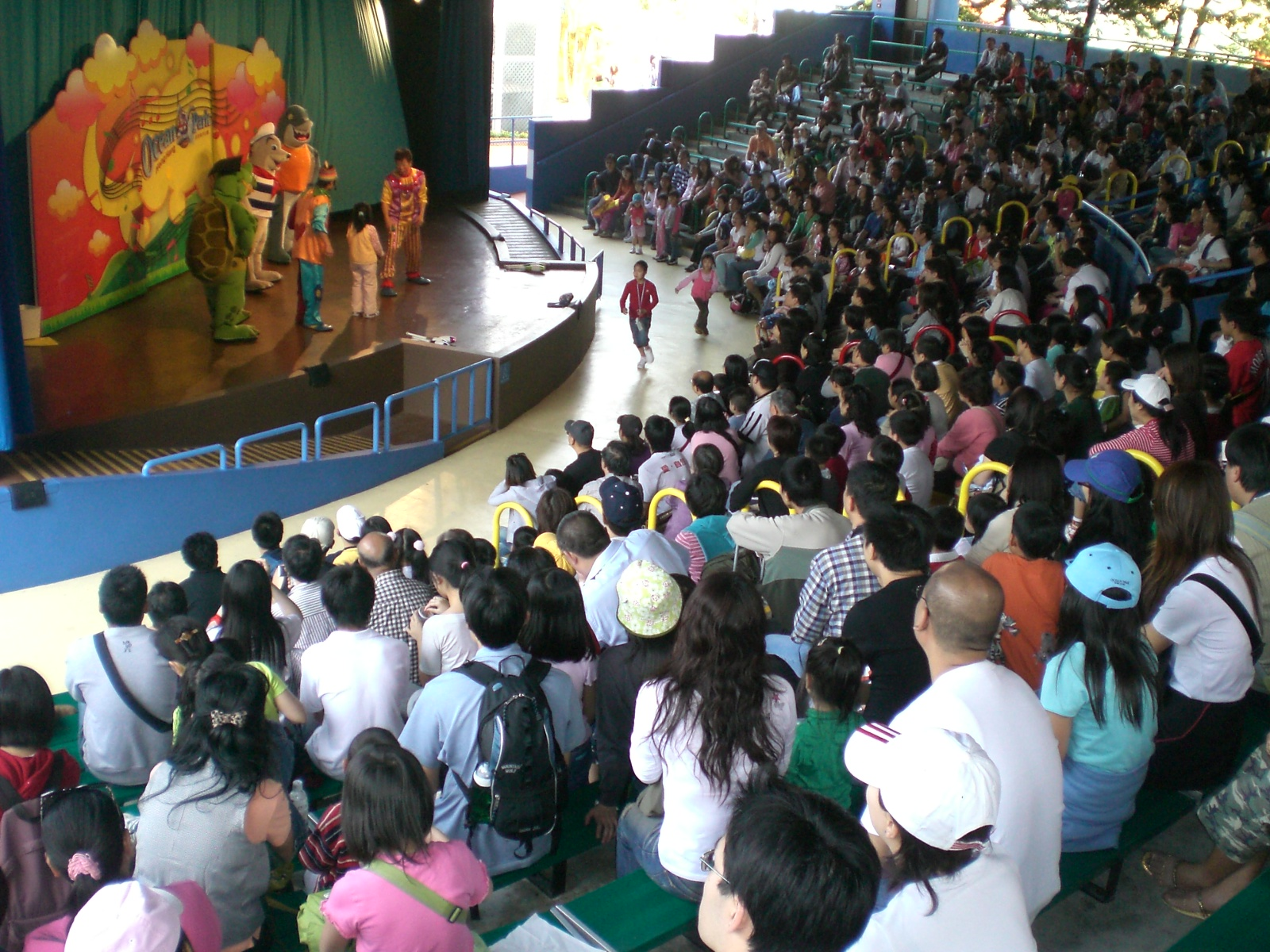
Publik.

Publik, åskådare eller åhörare, även auditorium, är en grupp människor som tittar och lyssnar på någon form av framförande, som en teaterföreställning, sportevenemang eller liknande. Vanligtvis köper publiken biljetter för att kunna komma in till evenemanget. I vissa sammanhang bjuds publiken in att delta, som i till exempel teatersport eller att de får möjlighet att ställa frågor till en föreläsare. 
Många TV-program, särskilt komediprogram filmas med publik. Applåder är publikens vanligaste sätt att visa uppskattning, men även fenomen som vågen, då hela publiken reser sig och sträcker upp händerna i en vågrörelse som rör sig runt en arena, förekommer. Sång kan även förekomma, i sportsammanhang sjungs lagsånger och i särskilda allsångsföreställningar.
Ordet publik kan också syfta på en mer allmän grupp av mottagare för ett kulturellt fenomen.